# Señal
Le señal, (en français : signe), est, avec le fer (en espagnol hierro) et la devise, un des trois signes distinctifs d'un élevage de toros de lidia. Il porte le nom d'escoussure pour les élevages de Taureaux de Camargue.

## Description et utilité
C'est la marque la plus définitive. On ne peut pas la modifier : 

« car un fer, insuffisamment appuyé, peut s'effacer ou se modifier après coup (cicatrisation anarchique dite chéloïde), voire être modifié par des maquignons taurins sans scrupules dans un but de fraude pour modifier l'âge des taureaux. Cela a été le cas à Dax où un taureau de Bohórquez avait été re-marqué pour prétendre à l'âge légal (cf l'affaire Bohórquez de Dax en 1976). »

Cette pratique est rarissime, mais elle  été détectée lorsque, en l'absence d'un représentant de l'autorité, on appose le fer de l'année antérieure  par surcharge du fer initial de l'année de naissance, comme cela fut le cas à Dax.
Le señal est l'équivalent de l'escoussure du taureau de Camargue.
Cette marque est un moyen d'identification très rapide qui permet de récupérer un animal échappé de la ganadería ou mélangé à d'autres (le fer n'étant pas visible si l'animal est couché.)

## Technique
Cette entaille peut se faire sur une ou sur les deux oreilles, en étant identique des deux côtés ou différente. Chez Miura elle diffère sur chaque oreille.
Il existe douze sorte de señales de base qui autorisent un grand nombre de combinaisons.
Moins stressante et plus rapide que le marquage au fer, l'entaille du señal se fait le plus tôt possible chez certains éleveurs : quelques jours après la naissance de l'animal le plus souvent.